# Maarten Joost Maria Christenhusz
Dr Maarten Joost Maria Christenhusz (27 de abril de 1976 (48 años) es un botánico, y pteridólogo neerlandés, y fotógrafo vegetal. Nació en Enschede, recibió su licenciatura y maestría por la Universidad de Utrecht, y el Ph.D. por la Universidad de Turku en 2007.

## Biografía
Tiene intereses científicos en tratamientos florísticos y taxonómicos de los helechos. Fue editor jefe e iniciador-promotor de la revista botánica Phytotaxa. También es editor asociado del Botanical Journal of the Linnean Society especializándose en tópicos sobre pteridófitas.
Varias familias de plantas vasculares: Petenaeaceae, Hemidictyaceae, Diplaziopsidaceae); géneros: Dracoglossum, Nesolindsaea, Osmolindsaea; especies: Hymenophyllum filmenofilicum, Danaea antillensis, D. arbuscula, D. cartilaginea, D. chococola, D. danaëpinna, D. draco, D. epiphytica, Danaea kalevala, D. leussinkiana, D. lingua-cervina, D. quebradensis, D. riparia, D. trinitatensis, D. ushana, D. vivax, D. xenium, D. ypori, D. zamiopsis, Piper ciliomarginatum, Tetranema michaelfayanum, fueron nombrados por él o junto con colegas.

## Honores
- actual presidente electo de la International Association of Pteridologists[1]

## Algunas publicaciones
- 2011. A new classification and linear sequence of extant gymnosperms.  Phytotaxa nº19 páginas 55–70  ISSN 1179-3155 (edición impresa) ISSN 1179-3163 (online)

### Libros
- 2007. Evolutionary History and Taxonomy of Neotropical Marattioid Ferns: Studies of an Ancient Lineage of Plants. Turun yliopiston julkaisuja: Biologica, Geographica, Geologica 216. Editor Turun Yliopisto, 134 pp. ISBN 951-29-3423-X

- 2001. Herbarium van Petrus Cadé, april 1566: een botanische en historische beschrijving van een papieren kruidenboek uit de 16e eeuw. Editor Univ. Utrecht, Faculteit Biologie, 44 pp.

- 2001. Het huidige gebruik van de botanische introducties uit Japan in Europa via de Nederlanden door P. F. B. Von Siebold gedurende de periode 1829-1866. Editor Univ. Utrecht, 100 pp.

- La abreviatura «Christenh.» se emplea para indicar a Maarten Joost Maria Christenhusz como autoridad en la descripción y clasificación científica de los vegetales.[3]